# 安藤季久
安藤 季久（あんどう すえひさ）は、鎌倉時代末期の武将・御内人。安藤宗季と同一人物とする見解が有力だが別人とする説もある。子を高資とする系図がある。本姓は安倍。
従兄弟とも従兄弟の子とも伝わる安藤季長と蝦夷代官職を争い、安藤氏の乱を引き起こした。
季長との争いは、文保2年（1318年）以前から続いていたと見られている。元亨2年（1322年）には得宗家公文所の裁定にかけられたが、『保暦間記』等によれば、内管領の長崎高資が双方から賄賂を受け双方に下知したため紛糾したという。
季久は、得宗家により正中2年6月6日（1325年7月16日）に蝦夷代官職を与えられたが、このこともあり安藤氏の内紛から季長の得宗に対する反乱に繋がったと見られている。なお、『諏訪大明神絵詞』には両者の根拠地が明確には書かれていないが、同時代文書によれば季長は西浜折曾関（現青森県深浦町関）、季久は外浜内末部（現青森市内真部）に城を構えて争ったと見られているが、季久の本拠地を西浜とする説もある。
季長は得宗家の裁定に服さず戦乱は収まらなかったため、嘉暦元年（1326年）に御内侍所工藤貞祐が追討に派遣された。同年7月、貞祐は季長を捕縛し鎌倉へ帰還したが、季長の郎党季兼や悪党が引き続き蜂起し、同2年（1327年）には幕府軍として宇都宮高貞、小田高知、南部長継らが派遣された。翌3年（1328年）に至り安藤氏の内紛は和談が成立した。